# مسجد جامع لاهیجان
مسجد جامع لاهیجان، در دوره کیاییان ایجاد شده‌است. سلطان محمد کیا در عید قربان ۸۹۳ هجری در این مسجد نماز گذارده‌است. این مسجد در ضلع غربی میدان سردار جنگل (چهار پادشاه) واقع شده‌است.
باور محلی بر این است که این مسجد بر جایگاه یک آتشکده‌ بنا شده. همچنین فرمانی از سلطان حسین صفوی خطاب به حاکم محلی با مضمون نهی از شرابخواری، قمار، رباخواری، کبوتر و قوچ بازی بر سنگ مرمر و با تاریخ ۱۱۰۶ هجری در ایوان سر در و کنار در ورودی نصب شده‌است.کتیبه دیگری به تاریخ ۱۱۰۷ /۱۶۹۵–۹۶ نیز در دیوار این مسجد قرار دارد. سنگ قبر حلیمه دختر آقا شفیع که تاریخ ۱۲۱۷/۱۸۰۲–۳ را دارد در ایوان قرار دارد.